# アルビレックス新潟の関連組織一覧
この項目では、アルビレックス新潟の関連組織一覧（アルビレックスにいがたのかんれんそしきいちらん）を挙げる。アルビレックス（Albirex）は、はくちょう座の「アルビレオ」とラテン語の「REX（王）」を合わせた造語であり、新潟県内で活動しているプロスポーツチームの名称。元々は「アルビレオ」として活動していたが、1997年に商標問題のため名称を一般投票により現在の「アルビレックス」に改称した。

## クラブチーム
創設順に記載。
- アルビレックス新潟 - 日本プロサッカーリーグ（Jリーグ）に加盟するプロサッカークラブ。
  - アルビレックス新潟シンガポール - シンガポールのSリーグに加盟するプロサッカークラブ。
    - アルビレックス新潟バルセロナ - スペインのカタルーニャ州サッカーリーグに加盟するプロサッカークラブ。
    - アルビレックス新潟プノンペン - カンボジアのカンボジア・リーグに加盟していたプロサッカークラブ。
- アルビレックス新潟レディース - 日本女子プロサッカーリーグ（WEリーグ）に加盟するプロサッカークラブ。
- 新潟アルビレックスBB（新潟アルビレックス バスケットボール） - B.LEAGUEに所属するプロバスケットボールチーム。旧大和証券ホットブリザーズ。
  - ロングビーチ・ジャム・アルビレックス - 現在はNBADLに加盟するノーザンアリゾナ・サンズのABA時代のチーム名。
  - 新潟アルビレックスBBラビッツ - 2011年よりバスケットボール女子日本リーグ（Wリーグ）に加盟するバスケットボールチーム。同年限りで廃部となるJALラビッツより譲渡。
- アルビレックスチアリーダーズ - アルビレックスの公式チアリーディングチーム。
- チームアルビレックス新潟 - スキー・スノーボードの競技者によるチーム。
- サトウ食品新潟アルビレックスランニングクラブ（新潟アルビレックスRC） - 北陸実業団陸上競技連盟に加盟する陸上競技のクラブチーム。
- オイシックス新潟アルビレックス・ベースボール・クラブ（新潟アルビレックスBC） - 「イースタン・リーグ」に加盟するプロ野球クラブ。
- アルビレックスレーシングチーム（アルビレックスRT） - スーパーFJに参戦するモータースポーツチーム。
- オールアルビレックス・スポーツクラブ

## その他の関連組織
- 新潟聖籠スポーツセンター - 新潟県に所在するスポーツ施設。アルビレックス新潟が練習場として使用している。
- JAPANサッカーカレッジ - サッカーの専修学校。アルビレックス新潟と提携。
- NSGグループ - 学校法人グループ。アルビレックス新潟のスポンサー。